# Ambér (pevnost)
Pevnost Ambér či Ámér, též Žlutá pevnost, je pevnost v indickém městě Ambér, ve státě Rádžasthán (asi 11 km severovýchodně od Džajpuru). Leží u břehů umělého jezera Maoto, vytvořeného ke zkrášlení okolí pevnosti i jako bezpečnostní prvek. Stavitelem byl mahárádža Man Singh I., jeden z rádžpútských generálú slavného mughalského císaře Akbara Velikého. Stavba začala roku 1592 a Man Singh ji průběžně dostavoval po zbytek života, celé čtvrtstoletí. Součástí pevnosti učinil chrám zasvěcený Šila Dévi, Sheesh Mahal (Zrcadlový palác), Džaj Mandir (Chrám vítězství), Sukh Nivás (Dům štěstí) nebo zenanu (harém) pro konkubíny. Rádžasthánští maharádžové užívali pevnost jako své sídlo až do roku 1728, kdy se přesunuli do Džajpuru. Politický význam stavby tím upadl, architektonický však přetrval, neboť pevnost patří k ukázkovým příkladům mughalské architektury. Roku 2013 byla zapsána na seznam Světového dědictví UNESCO, jako součást položky Pevnosti v Rádžasthánu, zahrnující šest staveb.
Pevnost je vystavěna z červeného a bílého pískovce a z mramoru. Památka je proslulá zvláště vnitřní výzdobou, zejména dřevořezbami na stropech a stěnách, zobrazujících lovecké scény. Legenda praví, že sál Diwan-i-Khas (určený k přijímání soukromých hostů) byl tak pověstný svou krásou, že na něj žárlil i mughalský císař a pokusil se kvůli tomu citadelu napadnout; jen lstí ji měl uhájit Man Singhův nástupce Džaj Singh. Ten nechal nedaleko postavit ještě jednu pevnost Džajgarh, která je s Jantarovou pevností spojena tajnou chodbou, jež sloužila jako úniková v časech války a obléhání – i Džajgarh patří k šesti pevnostem zapsaným na seznam Světového dědictví.
Od zápisu mezi památky UNESCO je Ambér hlavní turistickou atrakcí oblasti. Místní vláda přivedla do oblasti slony, kteří přenášejí turisty nahoru na pevnost. Mezinárodní organizace na ochranu zvířat PETA nicméně obvinila úřady z toho, že sloni jsou chováni ve špatných podmínkách a jsou týráni. K největším lákadlům pro návštěvníky v současnosti patří také jeden z největších kanónů na světě zvaný Džajvana, který pevnost strážil od roku 1726.